# Doctor Who and the Silurians
Doctor Who and the Silurians (Docteur Who et les Siluriens) est le cinquante-deuxième épisode de la première série de la série télévisée britannique de science-fiction Doctor Who, diffusé pour la première fois en sept parties hebdomadaires du 31 janvier au 14 mars 1970. Cet épisode montre pour la première fois la race des intra-terrestres Siluriens.

## Accroche
L'UNIT est appelée à l'aide dans l'affaire d'un réacteur nucléaire qui rencontre de sévères problèmes de coupures. Le Docteur découvre que le réacteur a réveillé une race de primitifs qui occupaient la Terre dans l'ancien temps, les Siluriens.

## Casting
- Jon Pertwee — Le Docteur
- Caroline John — Dr. Liz Shaw
- Nicholas Courtney — Brigadier Lethbridge-Stewart
- Fulton Mackay — Dr Quinn
- Peter Miles — Dr Lawrence
- Ian Cunningham — Dr Meredith
- Norman Jones — Major Baker
- Thomasine Heiner — Miss Dawson
- Ian Talbot — Travis
- Geoffrey Palmer — Masters
- John Newman — Spencer
- Bill Mathews — Davis
- Roy Branigan — Roberts
- Gordon Richardson — Squire
- Nancie Jackson — Doris Squire
- Brendan Barry — Docteur de l'hôpital
- Paul Darrow — Capitaine Hawkins
- Richard Steele — Sergent Hart
- Alan Mason — Caporal Nutting
- Harry Swift — Privé Robins
- Derek Pollitt — Privé Wright
- Dave Carter — Vieux Silurien
- Nigel Johns — Jeune Silurien
- Pat Gorman — Scientifique Silurien
- Dave Carter, Pat Gorman, Paul Barton, Simon Cain, John Churchill — Les Siluriens
- Peter Halliday — Voix des Siluriens

## Résumé
Lorsqu’un nouveau type de centrale nucléaire, situé sur un site caverneux nommé Wenley Moor, commence à avoir de nombreux problèmes de puissances et que ses employés ont d’étrange migraines, UNIT est appelé afin d’enquêter sur le terrain, et ce, malgré les réticences de leur chef, le Dr Lawrence. Alors que deux employés explorent une caverne non loin, ils sont attaqués par une créature reptilienne, l’un d’entre eux est tué, tandis que le second plongera dans la folie. Partant en exploration à son tour, le Docteur croise une de ces créatures, mais le brigadier Lethbridge-Stewart a du mal à le croire. Lors d’une exploration par les membres de UNIT, une créature est touchée par le major Baker et quitte les grottes.
Pendant ce temps-là, l’un des médecins de la centrale, le Dr Quinn, semble négocier avec les créatures venus de la caverne, les siluriens. Ceux-ci acceptent de coopérer avec lui à condition qu’il ramène le silurien perdu grâce à un dispositif qu’ils lui fournissent. Un paysan des environs aperçoit le silurien dans sa grange, mais meurt d’une crise cardiaque à sa vue. Alors que le Docteur, le brigadier et Liz enquêtent là-dessus, Quinn réussit à contacter la créature et à la ramener chez elle. Il compte faire chanter les siluriens afin de pouvoir leur voler leur technologie. Enquêtant sur les agissements du Dr Quinn, le Docteur parvient à retrouver dans son bureau un globe représentant la Terre telle qu’elle était 200 millions d’années plus tôt. Arrivant chez Quinn, le Docteur le retrouve mort et tombe nez à nez avec le silurien. Il s’aperçoit que celui-ci ne lui veut pas de mal.
Le major Baker retourne dans les grottes où il est fait prisonnier et interrogé par les siluriens. Liz et le professeur tentent de venir le récupérer et le Docteur discute avec le chef des siluriens. Celui-ci raconte au Docteur que les siluriens habitaient la Terre des millions d’années auparavant, mais que la peur d’une grande catastrophe les a poussés à se retrancher dans des grottes. Le chef commence à admettre que les humains ont bâti une nouvelle civilisation et qu’une cohabitation est possible. Il demande au Docteur de l’aider à négocier avec les humains. Hélas, ses collaborateurs ne sont pas de son avis et souhaitent tuer l’intégralité des êtres humains. Ils inoculent un virus extrêmement puissant au major Baker et le laissent sortir pour qu’il contamine le monde entier.
Au même moment, à la centrale, une réunion de crise a lieu, au cours de laquelle il est décidé de renvoyer des renforts d’UNIT pour exterminer les siluriens. Gravement malade, le major Baker les rejoint et parvient à s’enfuir lorsque le Docteur explique qu'il est porteur d'une maladie mortelle capable de tuer en quelques heures. La maladie se propage par la fuite des dignitaires témoins de l’incident et commence à contaminer Londres puis Paris. Le Dr Lawrence, en état de démence, tente de tuer le brigadier avant d’être terrassé par la maladie.
Grâce à une souche donnée par le chef des siluriens et grâce à l'assistance de Liz, le Docteur parvient à créer un remède et à noter la formule à temps, avant d'être enlevé par deux siluriens. Ceux-ci ont assassiné leur chef et prennent en otage le Docteur pour qu’il les aide à brancher un dispositif complexe ayant pour but de faire disparaître la couche d'ozone, ce qui tuerait les humains sans faire de mal aux siluriens. Le Docteur parvient à les duper, à leur faire croire qu’il va irradier la zone durant 50 ans, ce qui les fait fuir.
Les siluriens désormais retranchés dans les grottes en sommeil cryogénique, le Docteur compte les réveiller un par un afin de les raisonner et de les aider à collaborer avec les terriens. Le brigadier, qui n'est pas de cet avis, va bombarder la zone, enfermant définitivement les intra-terrestres.

## Continuité
- L'épisode marque la première apparition de "Bessie", la vieille voiture du Docteur, étant donné qu'il ne peut plus utiliser le TARDIS pour voyager. Celle-ci est étrangement immatriculée "Who 1".
- Le docteur Lawrence exprime son scepticisme face au Docteur au moment où celui-ci parle de son tournevis sonique.
- Le terme « Siluriens » est un mot inventé par le Docteur en rapport avec la période terrestre d'où ces créatures viennent. Dans l'épisode The Sea Devils, le Docteur admet qu'il serait préférable de les appeler des Éocènes. En 2010, dans l'épisode La Révolte des intra-terrestres, des négociations ont lieu entre les humains (Amy et Rory) et une race de siluriens que le Docteur qualifie d'Homo-reptiliens.